# Pluto e l'istinto primitivo
Pluto e l'istinto primitivo (Primitive Pluto) è un film del 1950 diretto da Charles A. Nichols. È un cortometraggio animato della serie Pluto, prodotto dalla Walt Disney Productions e uscito negli Stati Uniti il 19 maggio 1950, distribuito dalla RKO Radio Pictures.

## Trama
In una baita in un bosco autunnale, che è un rifugio per Topolino, Pluto sta dormendo vicino al camino, ma viene disturbato da un misterioso ululato. Dopo che Pluto si è svegliato, dalla sua coda esce un lupo minuscolo e parlante, che afferma di essere il suo istinto primitivo. Il lupo afferma che a Pluto servirebbe un buon pasto, ma disprezza la sua colazione (pane e latte) così gli dice di andare a cercare del vero cibo. I due vanno a cacciare, seguendo delle tracce di coniglio, ma a causa della sua inesperienza Pluto spesso si mette nei guai. A un certo punto Pluto trova delle orme di orso ed è terrorizzato, ma l'istinto primitivo è felice e orgoglioso; invita Pluto ad andare a cacciarlo, ma il cane si imbatte in un coniglio. Nel frattempo il lupo, vedendo l'orso, scappa terrorizzato, mentre il coniglio calcia violentemente Pluto, che atterra sull'orso. Dopo esser scappato dall'animale, il cane torna in tutta fretta alla baita, dove vede il lupo mangiare la sua colazione. Furioso, Pluto insegue l'istinto primitivo, che ritorna nella sua coda. Il cane, cercando di colpirlo con la sua ciotola, finisce per tirarsela sulla coda, facendosi male da solo.

## Distribuzione

### Edizioni home video

#### VHS
- Le nuove avventure di Pluto (settembre 1986)[1]